# Curtius-Syndrom
Das Curtius-Syndrom ist eine veraltete Bezeichnung für eine Hemihypertrophie (lateinisch Dysfunctio pluriglandularis dolorosa).
Dabei besteht ein Überwuchs von Teilabschnitten des Körpers verbunden mit verschiedenen weiteren Veränderungen.
Die Bezeichnung geht auf eine Beschreibung aus dem Jahre 1925 durch den deutschen Internisten Friedrich Curtius zurück.